# 马库斯·奥斯卡松
马库斯·奥斯卡松（瑞典語：Markus Oscarsson，1977年5月9日—），瑞典男子皮划艇运动员。他曾代表瑞典参加1996年、2000年、2004年、2008年和2012年夏季奥林匹克运动会皮划艇比赛，共获得一枚金牌和一枚银牌。